# Axe and Grind
"Axe and Grind" es el sexto episodio de la sexta temporada de Better Call Saul, serie de televisión derivada de Breaking Bad. El protagonista Giancarlo Esposito dirigió el episodio y es escrito por Ariel Levine. El episodio se emitió el 16 de mayo de 2022 en AMC y AMC+. En varios países fuera de Estados Unidos y Canadá, el episodio se estrenó en Netflix al día siguiente.
En el episodio, Jimmy McGill y Kim Wexler terminan sus preparativos para el "Día D" en su intento de arruinar la carrera de Howard Hamlin, pero el plan se topa con un obstáculo inesperado. Lalo Salamanca rastrea a uno de los miembros del equipo de construcción de Werner Ziegler en Alemania y se prepara para interrogarlo sobre el trabajo del equipo para Gus Fring. "Axe and Grind" fue el debut como director de televisión de Esposito, quien protagoniza la serie como Gus, pero él no aparece en el episodio.
"Axe and Grind" recibió críticas positivas por su escritura, dirección, ritmo, cinematografía y actuaciones en pantalla, sobre todo la de Rhea Seehorn como Kim. Se estima que 1.13 millones de espectadores vieron el episodio durante su primera transmisión en AMC.

## Trama

### Apertura
En un flashback ambientado en la década de 1980, la madre de Kim Wexler expresa su indignación después de que atrapan a Kim robando joyas en una tienda. Después de que el gerente de la tienda les permite irse, la madre de Kim muestra su orgullo y revela que robó el collar y los aretes que Kim trató de tomar.

### Historia principal
En una conversación tensa con su esposa Cheryl, Howard le dice que está tratando de resolver la campaña de acoso de Jimmy. El investigador de Howard informa que la única variación de la rutina regular de Jimmy y Kim fue un reciente retiro de efectivo de $20 000 dólares por parte de Jimmy. Jimmy y Kim visitan la clínica veterinaria del Dr. Caldera, donde prueban un fármaco destinado a su plan contra Howard. Caldera les confiesa su plan para renunciar como intermediario de los criminales de Albuquerque y les muestra su "libro negro" encriptado de contactos del inframundo. Tyrus Kitt confronta a Mike sobre cómo está empleando a sus equipos de seguridad durante la búsqueda de Lalo. Mike se niega a distraer a los hombres que vigilan a su familia. En Alemania, la etiqueta de la escultura Lucite que observó en la casa de Margarethe Ziegler lleva a Lalo Salamanca a la casa de Casper, uno de los hombres de Wegner. Casper golpea a Lalo con el lado romo de un hacha, pero Lalo usa una hoja de afeitar para cortar la cara de Casper y el hacha para cortarle el pie. Lalo le da a Casper su cinturón para un torniquete y luego lo interroga sobre su trabajo con Werner Ziegler.
Clifford Main invita a Kim a un almuerzo en Santa Fe para conocer a representantes de una fundación que financia programas similares a su trabajo pro bono. A Kim le preocupa que la reunión esté programada para el "Día D", el día en que ejecutan su plan contra Howard, pero Jimmy le asegura que no necesita estar presente para que funcione. Jimmy trabaja con su equipo de filmación para fotografiar a un actor maquillado para parecerse al mediador del caso Sandpiper, Rand Casimiro. Francesca Liddy llama a Hamlin, Hamlin y McGill y se hace pasar por el miembro de la familia de una demandante de Sandpiper para obtener los detalles de la conferencia telefónica para la próxima sesión de mediación. Llega El Día D y Jimmy tiene la intención de comprar una botella de tequila Zafiro Añejo pero se sorprende al ver a Casimiro en la licorería. Se da cuenta de que su brazo izquierdo está enyesado, algo que no se muestra en las fotografías falsas. Jimmy llama a Kim para sugerir abortar el plan y reagruparse después de su reunión en Santa Fe. Ella insiste en que el plan se ejecute ese día, por lo que da la vuelta a su auto y regresa a Albuquerque.

## Producción
El episodio fue dirigido por Giancarlo Esposito, quien interpreta a Gus Fring, marcando su debut como director de televisión. Es el segundo miembro del elenco de Better Call Saul en dirigir un episodio de la serie después de que Rhea Seehorn (quien interpreta a Kim Wexler) dirigiera el episodio de la sexta temporada, "Hit and Run". A diferencia de "Hit and Run", que destacaba el personaje de Seehorn, Esposito no apareció en "Axe and Grind". El actor dijo que le había enviado a Vince Gilligan una copia de su segunda película cuando estaban filmando "Box Cutter" en Breaking Bad con la esperanza de que pudiera dirigir, pero Gilligan no tuvo tiempo de revisarla en ese momento. Esposito se sorprendió cuando Gilligan se acercó a él diez años después para dirigir este episodio. Dijo que los productores lo habían elegido para el episodio porque coincidía con su personalidad.  El episodio también marca el debut de Ariel Levine como escritora solista; anteriormente coescribió los episodios de Better Call Saul "Something Unfogivable" y "Carrot and Stick". Además, "Axe and Grind" presentó a John Ennis como Lenny, el actor contratado para hacerse pasar por el juez jubilado Rand Casimiro. Ennis formó parte del elenco de la serie de sketches cómicos Mr. Show with Bob and David, protagonizada por Bob Odenkirk, quien interpreta a Jimmy McGill. Su hija Jessie Ennis hizo varias apariciones en Better Call Saul en el papel recurrente de Erin Brill, la asociada del bufete de abogados de Davis & Main; aparecen juntos dos episodios después.
Como actor, Esposito no había visto todos los episodios de Breaking Bad o Better Call Saul, ni se había emborrachado con ningún programa de televisión, porque creía que afectaría sus actuaciones en la pantalla. Para dirigir el episodio, sin embargo, rompió su "regla de oro" al ver la muerte de Werner Ziegler en el episodio "Winner" de Better Call Saul. Su enfoque como director fue minimizar el diálogo y, en cambio, transmitir la misma información visualmente, especialmente a través de expresiones faciales.  Esposito explicó que Better Call Saul rara vez usaba flashbacks a menos que fueran significativos, y para este episodio, el flashback de la infancia de Kim en la escena inicial estableció varios elementos de su personaje. Kim usó los aretes triangulares que robó su madre a lo largo de la serie, que Esposito dijo que Kim usó para recordarse a sí misma la estafa que había hecho su madre y que ella no debería hacer lo mismo.  Mientras se preparaba para rodar la escena, Esposito aprendió lo importante que era la cinematografía para la narración de Better Call Saul. Originalmente quería filmar la secuencia del estacionamiento como una toma de grúa que se alejara y bajara hacia los personajes mientras hablaban. Le comunicó su idea al camarógrafo Matt Credle, quien le dijo que no la ejecutarían porque no encajaba dentro del lenguaje visual establecido del programa. Esposito explicó: "Empecé a aprender el lenguaje visual que es el espectáculo fuera de ser un espectador, de estar realmente en acción. No me dieron la grúa y no me importó. Lo filmé de una manera diferente". 
Hubo una cantidad reducida de preparación para las escenas de Lalo porque el equipo tuvo que trabajar según el horario del actor alemán Stefan Kapičić, quien interpreta a Casper. Esas escenas fueron filmadas el primer día de Esposito en el set. : 10:31–13:00 Las tomas exteriores de la casa de Casper en Alemania se filmaron cerca de una casa privada con un establo para caballos cerca de Sandia, Nuevo México. Dado que la vegetación no era tan exuberante como quería Esposito, el equipo plantó árboles adicionales y ayudó a regar los terrenos durante dos semanas antes de que comenzara el rodaje. Las tomas interiores se filmaron en un set existente en Albuquerque Studios. Las escenas con Lalo y Casper se inspiraron en la violencia estilizada de películas como A History of Violence (2005), Straw Dogs (1971) y McCabe & Mrs. Miller (1971). Esposito quería que el uso del hacha por parte de Lalo para cortar la pierna de Casper ocurriera tan rápido que los espectadores solo tuvieran tiempo de preguntarse qué había sucedido. Según Esposito, la toma final de Kim haciendo un cambio de sentido tenía la intención de ilustrar un cambio importante en la historia de Kim. Vio la toma como un eco de la escena inicial, en la que su madre primero la confronta públicamente y luego la elogia en privado por robar, "una analogía de parte de toda su vida".  El equipo pudo encontrar un segmento de carretera con dos franjas paralelas y un área para realizar el truco de giro en U. La escena se rodó con una grúa montada en un Porsche Cayenne. El día estuvo nublado durante la filmación de estas tomas, lo que, según Esposito, ayudó a aumentar la sensación de aprensión y peso en la elección de Kim.

## Recepción

### Respuesta crítica
En el sitio web del agregador de reseñas Rotten Tomatoes, el 100% de las seis reseñas son positivas, con una calificación promedio de 8.3/10. Alan Sepinwall de Rolling Stone comparó la apertura del episodio con la escena inicial del episodio de la quinta temporada "Wexler v. Goodman", que también incluía un flashback del pasado de Kim, llamándolos "enormemente informativos sobre quién es Kim ahora". Elogio positivamente la actuación de Seehorn, la cinematografía y la escena final en la que Kim decidió regresar a Albuquerque. Sepinwall también notó el ritmo lento del episodio, pero afirmó que creía que los espectadores serían recompensados por su paciencia con los episodios futuros. Steve Greene de IndieWire indicó que le gustaba la dirección de Esposito, el guion de Levine y el diseño de producción de la cocina de Howard. Le otorgó al episodio una "B +". Kimberly Potts del AV Club le dio una "A-" y comparó el desarrollo de Kim en el episodio con el desarrollo de Walter White a lo largo de Breaking Bad, preguntando si siempre estuvieron destinados a ser personajes inmorales incluso antes de convertirse en malos: "Quizás esa pregunta, considerando el matiz que Saul le ha dado, se puede aplicar a Kim, quien solo quiere hacer el bien pero está dispuesta a hacer algunas cosas no tan buenas para lograr ese fin".
Escribiendo para Vulture, Scott Tobias elogió el uso de la canción de Duran Duran "The Reflex" durante la escena de apertura. Llamó al episodio "otra hora cuidadosamente trazada antes del final de media temporada de la próxima semana". Kaleena Rivera de Pajiba elogió la actuación de Patrick Fabian como Howard y la escena final. Ella dijo que ver a Kim "elegir la estafa sobre su sueño pro bono es un momento decisivo en la serie". Rivera también tomó nota del ritmo y dijo: "Si se tratara de cualquier otro espectáculo, supongo que la audiencia comenzaría a cansarse, pero tal como está, se trata más de impaciencia por lo que está por venir que de cualquier lentitud percibida". En su resumen del episodio, Michael Hogan de Vanity Fair dijo que "es posible que este episodio no haya brindado ningún tipo de cierre, pero al menos nos acercó a comprender los contornos del plan de Kim y Jimmy".

### Calificaciones
Se estima que 1.13 millones de espectadores vieron "Axe and Grind" durante su primera transmisión en AMC el 16 de mayo de 2022.